# 开原街道
开原街道，是中华人民共和国辽宁省铁岭市开原市下辖的一个乡镇级行政单位，原名兴开街道。2020年9月，兴开街道行政区划调整，并更名为开原街道。

## 行政区划
开原街道在2019年9月前，下辖以下地区：

大孙台村、偏坡台村、榆树台子村、头寨子村、大九社村、小山岗村、八里桥村、许家台村、小九社村、大南沟村、小李台村、榆树堡村、瓜台子村、大东沟村、永红村、大山岗堡村、北富屯村、开原铁西工业园区社区和开原城南工业园区社区。
在2020年九月行政区划更改后，开原街道下辖以下地区：

世纪经典社区、金辉社区、晨光社区、育才社区、凯星社区、转盘社区、水塔社区、孙台社区、新都社区、万和世家社区、城南社区、富强社区、万盛园社区、顺祥社区、新城时代社区、和平社区、义和家园社区、尚品铭城社区、兴东社区共19个社区，大孙台村、榆树台子村、大东沟村、大南沟村、大山岗堡村、小山岗堡村、偏坡台村、瓜台子村、榆树堡村、小李台村、义和村、义和新村、小孙台村、前石台村共14个村。